# Qooxdoo

qooxdoo — JavaScript-Фреймворк с открытым исходным кодом для разработки пользовательских интерфейсов. Служит фреймворком для одностраничных приложений.
Разработка веб-приложений возможна полностью на JavaScript без использования HTML и каскадных таблиц стилей (CSS).
По своему стилю и философии похож на библиотеки виджетов Qt и SWT, о чем заявляли сами разработчики qooxdoo.

## Компоненты
| Название   | Назначение                                                                                   |
| ---------- | -------------------------------------------------------------------------------------------- |
| qx.Desktop | Создание веб-приложений в стиле настольных программ                                          |
| qx.Mobile  | Создание веб-приложений для мобильных устройств                                              |
| qx.Server  | Используется в средах без поддержки DOM, таких как Node.js и Rhino                           |
| qx.Website | Представляет собой библиотеку для добавления динамических возможностей сайту (аналог JQuery) |

## Особенности
- Ajax
- Кроссбраузерность
- Связывание данных, как одностороннее так и двух.
- Стилизация элементов графического интерфейса за счет графических тем
- ООП: включает свое специфичное определение классов, интерфейсов, смесей
- Встроенная подсистема модульных тестов
- Оконный интерфейс
- Расположение элементов интерфейса осуществляется через систему слоев (layouting)

## Компилятор
До версии 5.0 включительно использовался для создания конечного приложения, документации, запуска Unit-тестов набор скриптов написанных на языке python.
В версии 6.0 был разработан специальный компилятор qx написанный на языке JavaScript. Компилятор распространяется в виде NPM пакета и включает
следующие основные команды:
- qx compile - сборка qooxdoo проекта
- qx test - сборка и запуск модульных тестов
- qx package - менеджер пакетов qooxdoo
- qx serve - запуск встроенного веб-сервера для работы веб-приложения
- qx clean - очистить результаты сборки

Компилятор собирает приложения, написанные на стандарте ES6, благодаря чему возможен их запуск в браузере.

## Пример использования
Ниже приведен пример использования qooxdoo.
```
qx
.
Class
.
define
(
"custom.Application"
,

{

  
extend
 
:
 
qx
.
application
.
Standalone
,

  
members
 
:

  
{

    
main
 
:
 
function
()

    
{

      
this
.
base
(
arguments
);

      
// Создать кнопку

      
var
 
button1
 
=
 
new
 
qx
.
ui
.
form
.
Button
(
"First Button"
,
 

                                          
"icon/22/apps/internet-web-browser.png"
);

      
// документ является корнем приложения

      
var
 
doc
 
=
 
this
.
getRoot
();

      
// Добавить кнопку к документу с заданными координатами

      
doc
.
add
(
button1
,
 
{
left
:
 
100
,
 
top
:
 
50
});

      
// Добавить подсказку

      
button1
.
setToolTip
(
new
 
qx
.
ui
.
tooltip
.
ToolTip
(
"A nice tooltip"
,

                                                   
"icon/32/status/dialog-information.png"
));

      
// Добавить обработчик к кнопке

      
button1
.
addListener
(
"execute"
,
 
function
(
e
)
 
{

        
alert
(
"Hello World!"
);

      
});

    
}

  
}

});

```

## Система пакетов
Фреймворк позволяет разделить исходный код приложения по модулям или библиотекам и описать зависимости между ними через конфигурационные файлы.
Библиотеки можно преобразовать в пакеты (плагины) и опубликовать их в общедоступный qooxdoo репозиторий, который базируется на GitHub.
Данная особенность позволяет создавать и совместно использовать эти пакеты.

## Дополнительный инструментарий
Для удобства разработки фреймворк включает следующие инструменты:
- Playground — среда для написания исходного кода qooxdoo и его запуска
- API Viewer — API справочник по классам, который может быть создан по Javadoc-подобным комментариям
- Package Browser — обозреватель репозитория qooxdoo пакетов
- Demo Browser — обозреватель коллекции демонстрационных примеров с приложенным JavaScript кодом

Данные инструменты являются базовыми и распространяются в виде пакетов.